# Drest IV dei Pitti
Drest, figlio di Girom (... – circa 530), fu re dei Pitti in un periodo non meglio conosciuto.
La Cronaca dei Pitti lo associa a Drest III. Diversi regni, separatamente o insieme, sono assegnati a questi due Drest, variando da uno a 15 anni. Dopo questo regno congiunto, Drest IV sembra aver regnato da solo per quattro o cinque anni. Drest sarebbe uno dei tre figli di Girom. Gli altri, anche loro sovrani dei Pitti, sarebbero Gartnait I e Caltram.